# Schulamt Dambeck

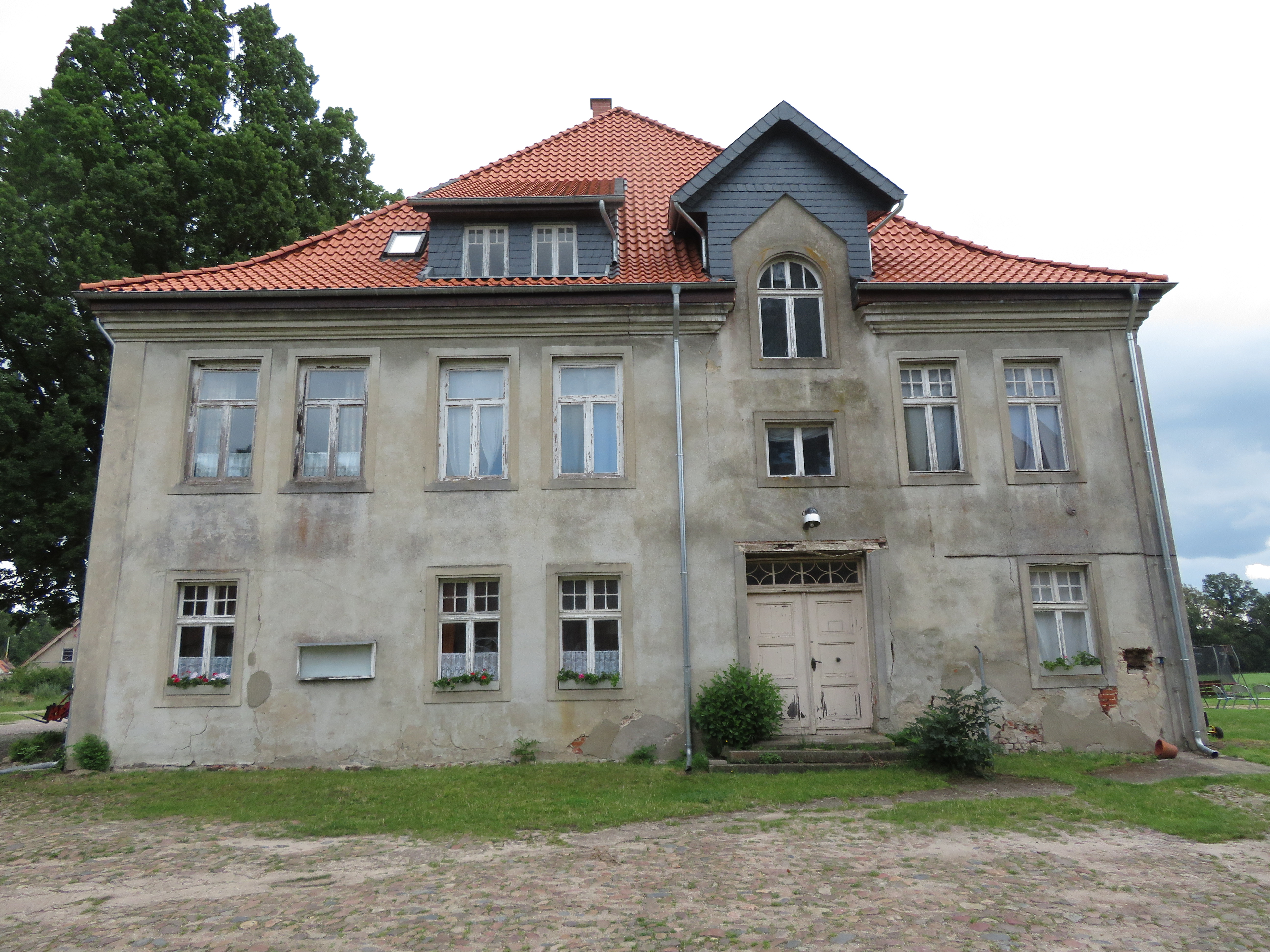
Ehemaliges Amtshaus des Schulamtes Dambeck

Das Schulamt Dambeck war eine Verwaltungseinrichtung des Joachimsthalschen Gymnasiums in Berlin mit Amtssitz in Dambeck (Altmarkkreis Salzwedel, Sachsen-Anhalt). Das Joachimsthalsche Gymnasium richtete in Dambeck eine Verwaltungsstelle (Schulamt) ein, die für die Bewirtschaftung der zugehörigen Vorwerke und  für das Einziehen der Grundabgaben und anderen Hebungen zuständig war. Die insgesamt fünf Schulämter dienten der Finanzierung des laufenden Schulbetriebes des Joachimsthalschen Gymnasiums. 1542 war aus den säkularisierten Besitzungen des Klosters Dambeck in der „Altmark“ das Klosteramt Dambeck  gebildet worden. Es wurde danach an die Familie von der Schulenburg verpfändet. 1607 versprach Kurfürst Joachim Friedrich die Überschreibung des Klosteramtes Dambeck an das Joachimsthalsche Gymnasium. Aber erst 1644 löste der damalige markbrandenburgische Landesherr und Kurfürst Friedrich Wilhelm das Klosteramt Dambeck aus der Verpfändung aus und wies es dem Gymnasium zum Unterhalt zu. Der laufende Schulbetrieb des Joachimsthalschen Gymnasiums wurde durch insgesamt fünf Schulämter finanziert. Das Schulamt Dambeck war schon Anfang des 18. Jahrhunderts verpachtet und wurde 1872/74 als hoheitliche Behörde aufgelöst. Das Vorwerk in Dambeck blieb aber weiter (bis 1945) im Besitz des Kgl. Joachimsthal'schen Gymnasiums, und die Verwaltungsbehörde wurde meist weiterhin als Schulamt Dambeck bezeichnet.

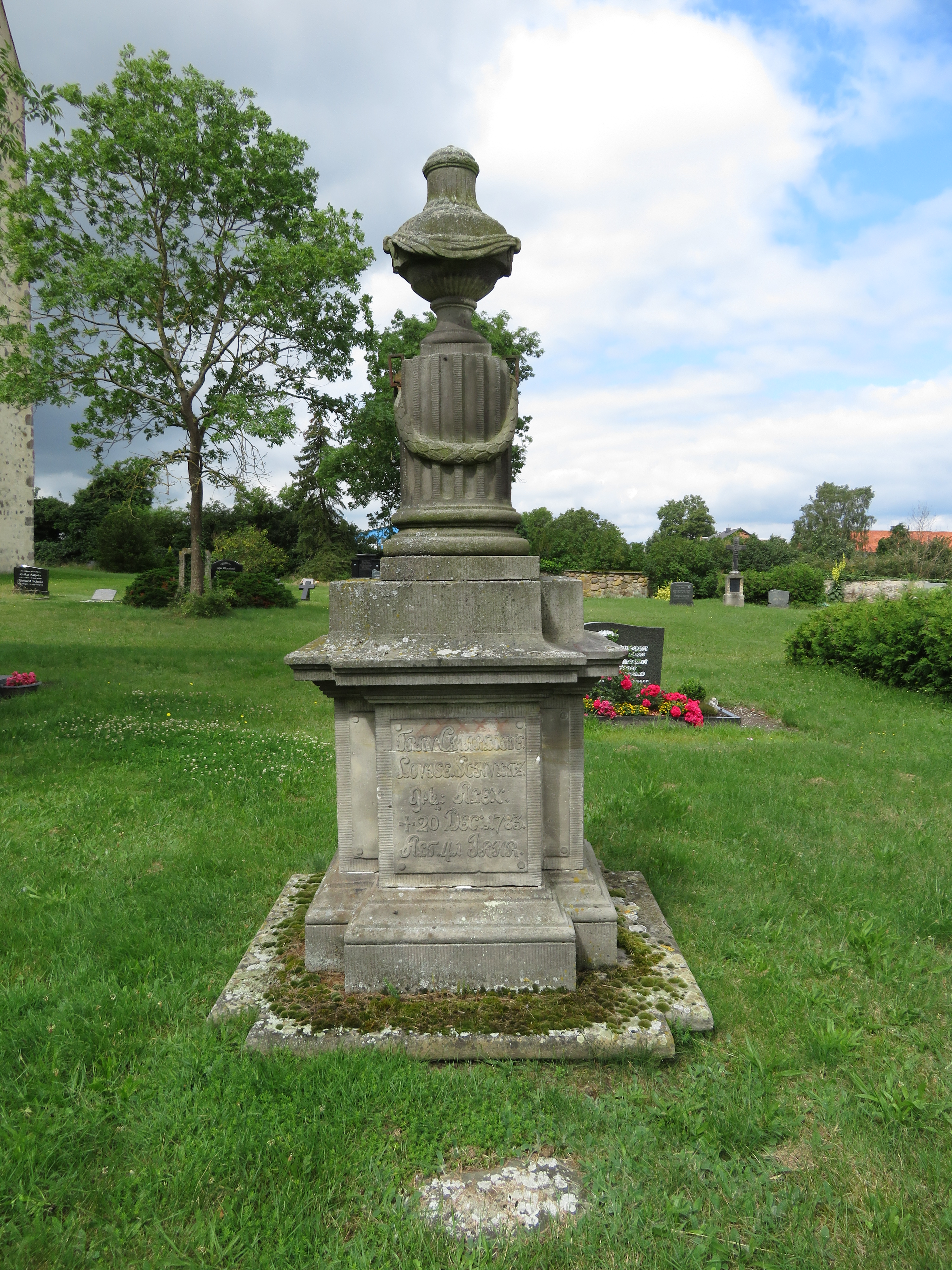
Grabmal der Charlotte Louise Schultz († 23. Dezember 1783), Frau des Christian Schultz († 11. Januar 1786), Amtmann des Schulamtes Dambeck, auf dem Friedhof der Dorfkirche Dambeck

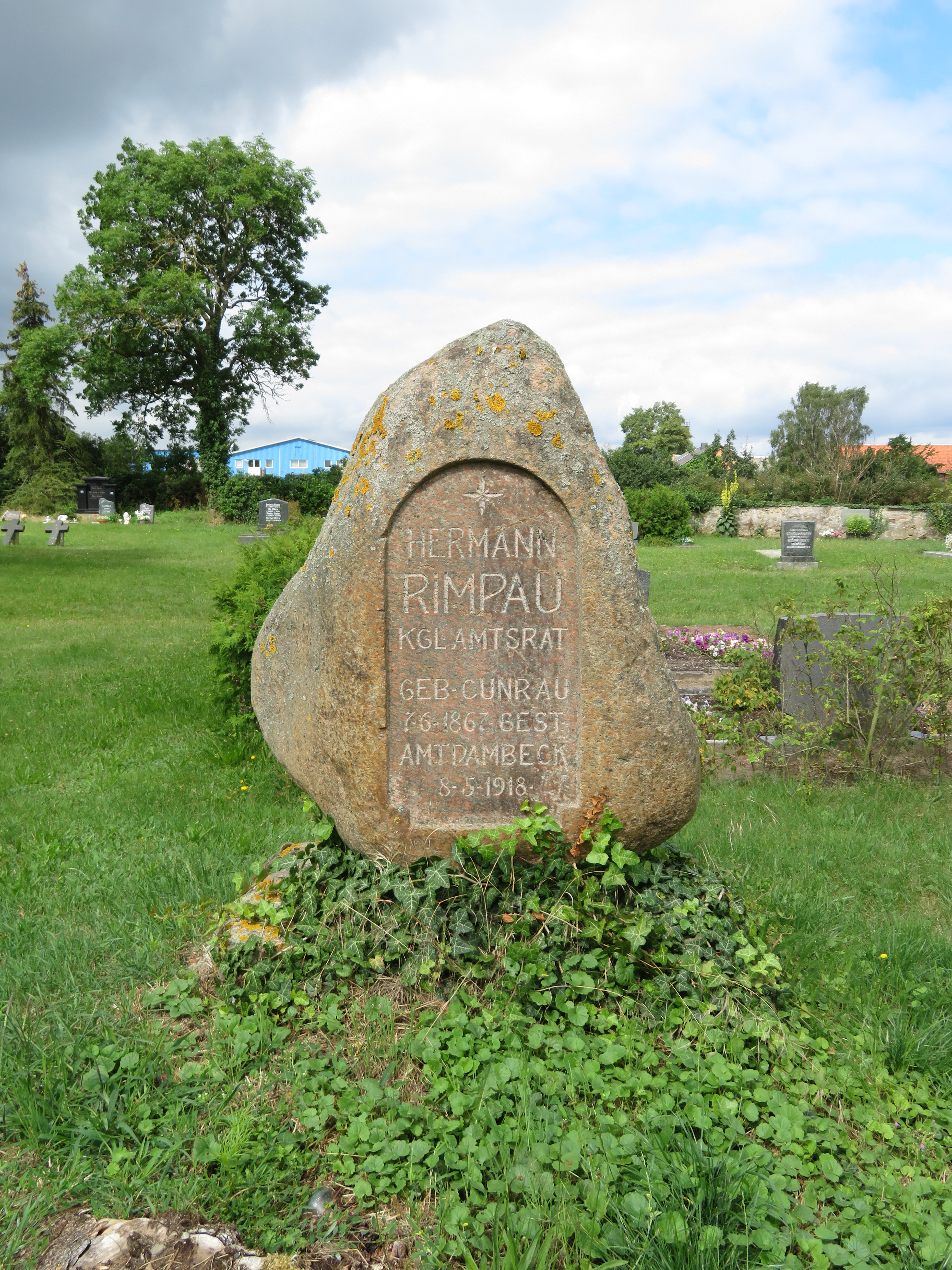
Grabstein des Hermann Rimpar († 8. Mai 1918), Amtmann des Schulamtes Dambeck, auf dem Friedhof der Dorfkirche Dambeck

## Geschichte
Das Benediktinerinnen-Kloster Dambeck soll 1224 von einem Grafen von Dannenberg gegründet worden sein. Ein erster urkundlicher Nachweis für die Existenz des Klosters stammt aber erst aus dem Jahr 1268. 1542 wurde das Kloster säkularisiert und dessen Besitz im Klosteramt Dambeck zusammengefasst. Der Nonnenkonvent wurde in ein evangelisches Frauenstift umgewandelt, das bis in die 1670er Jahre bestand. Das Klosteramt Dambeck wurde danach an die von der Schulenburg verpfändet. Zum Klosteramt gehörten auch zwei Dörfer, die sich ursprünglich nicht im Besitz des Klosters Dambeck befunden hatten: nicht geklärt ist die Besitzgeschichte des Dorfes Dessau, das sich nach der Säkularisierung im Besitz des Klosteramtes Dambeck befand. Vor der Säkularisierung sind hier nur Geldzinsen nachgewiesen, die das Kloster im Dorf hatte. Das Dorf Kuhfelde war im Mittelalter im Besitz des Kanonikerstifts Bardowick und wurde nach dessen Säkularisierung dem Klosteramt Dambeck überwiesen.
Schon bei der Gründung des Joachimsthalschen Gymnasiums 1607 versprach Kurfürst Joachim Friedrich die Überschreibung des Amtes Dambeck. Allerdings kam es erst 1644 zu einem Vergleich mit den von der Schulenburg, die das Amt in Pfandbesitz hatten, und zur Auslösung des Amtes, und anschließend auch zur tatsächlichen Überweisung an das Joachimsthalsche Gymnasium. Aber erst 1650 kam das Amt Dambeck in die vollständige Verwaltung des Schuldirektoriums, nachdem die von der Schulenburgs abgefunden waren.

## Zugehörige Orte
Bestandteile des Schulamtes Dambeck um 1800 (Kommentare nach Bratring, 1804)
- Groß Bierstedt (ehemals Wendisch Bierstedt, Dorf), anteilig
- Brewitz (Dorf)
- Brietz (Dorf)
- Cheine (Dorf)
- Dambeck/Kirchdambeck (Dorf)
- Amt Dambeck (Schulamt und Vorwerk, Sitz des Generalbeamten, Joachimthalsches Gymnasium in Berlin)
- Dessau (Dorf)
- Ferchau (Forsthaus, 1738 erbaut, in dem Schulamtsrevier gleichen Namens)
- Gieseritz (Dorf)
- Groß Gischau (Dorf)
- Klein Gischau (Dorf)
- ?Groß Grabenstedt (nach Fabri, wohl falsch)
- Groß Grabenstedtsche Wassermühle bei Groß Grabenstedt, am Mühlenbach
- Hagen (Dorf)
- Hohenhenningen (Dorf)
- Holzkrug, Krug bei Ferchau
- Jeebel (Dorf)
- Königstedt (Dorf)
- Kuhfelde (Dorf)
- Leetze (Dorf)
- Maxdorf (Dorf). Schulamt Dambeck
- Große Mühle, Wassermühle, bei Valwitz an der Jeetze
- Kleine Mühle, Wassermühle, an der Jeetze
- Neuhof (Vorwerk, nebst einem Büdner)
- Risk (als Risch/Riesch, Forsthaus, eine Viertelmeile von Peckensen, 1782 erbaut)
- Altensalzwedel (Dorf)
- Schieben (Dorf)
- Siedentramm (Dorf), Anteil
- Valfitz (Dorf)
- Vitzke (Dorf)
- Zienau (Dorf)

Nach den Niederlagen von 1806 gegen die Napoleonischen Truppen musste Preußen im Frieden von Tilsit (1807) unter anderen Gebieten auch die Altmark an das neu geschaffene Königreich Westphalen abtreten. König Jerome zog das Schulamt zunächst ein, gab es aber nach Intervention durch Napoleon wieder zurück. Allerdings wurde das Schulamt nun besteuert. 1815 beantragte das Direktorium die erneute Befreiung von der Grundsteuer und die Rückzahlung der Grundsteuer, die vom 1. November 1813 an gezahlt worden war. Das Schulamt Dambeck existierte bis 1945.

## Amtleute und Pächter
- 1633 Georg Friedrich Ditfurth, Amtmann
- 1644 Eduard am andern Endt, Amtmann[1]
- 1673 Joachim Schönhausen, Amtmann[2]
- 1682/83 Rötger Erich Dithmar, Amtmann
- 1723 Joachim Günther Morgenstern, Amtmann[3]
- 1740 Johann Ludwig Schmidt, Hofrat und Amtmann[1]
- 1750 bis 1766 + Johann Julius Wiesenhaver, Amtmann
- 1770 Gottfried Ludwig Wilhelm Grattenauer, Amtverwalter[4]
- 1773 Johann Friedrich Wiesenhaver (1735–1780), Amtmann (Sohn des oben genannten Amtmanns namens Wiesenhaver)
- 1776 bis 1786 + Christoph Wilhelm Schulz (* um 1742, + 11. Januar 1786), Amtmann
- 1792 bis 1805 Amtmann Gottfried Ludwig Wilhelm Grattenauer, Justizamtmann Alex jun.[5][6][7]
- 1834, 1836, 1839 Karl Friedrich Zimmermann, Amtmann[8][9]
- 1848 Zimmermann, Oberamtmann[10]
- 1857 Zimmermann, Oberamtmann[11]
- 1868 Zimmermann, Oberamtmann[12]
- 1877 bis 1895 Ewald Zimmermann, Oberamtmann und Oberamtmann Wilhelm Lietzmann (Vermerk: Die Domänen-Pacht- und Domänen-Rent-Aemter sind mit Einführung der Kreisordnung vom 13. Decbr. 1872 eingegangen.)[13][14]
- bis 1918 Hermann Rimpau